# Riksförbundet för bildande konst
Riksförbundet för bildande konst stiftades 1930 på initiativ av Nationalmuseum. Förbundet hade som syfte att främja intresset och förståelsen för konst i Sverige. Detta mål ville man nå på olika sätt men främst genom vandringsutställningar. 1967 övertogs verksamheten av Riksutställningar.

## Bakgrund
Redan under 1800-talet var målarkonst en viktig del av de borgerliga bildningsidealen. Detta intresse levde vidare in på 1900-talet. Genom Richard Berghs arbete som överintendent för Nationalmuseum 1915-1919, kom museet att bli ett centrum för konstlivet i Sverige. Man inrättade där en avdelning för konstbildande verksamhet med inriktning mot landsbygden. De främsta medlen blev vandringsutställningar och depositioner. Mot slutet av 1920-talet stod det klart att de egna resurserna inte räckte till för den verksamhet man ville bedriva. Man tog då initiativ till att bilda Riksförbundet för bildande konst.

## Riksförbundet för bildande konst
Riksförbundet för bildande konst instiftades i september 1930 som en sammanslutning av främst museer, städer, konstföreningar och andra organisationer. Med ”bildande konst” avsågs måleri, teckning, grafik och skulptur. Syftet var att ”utbreda och fördjupa intresset och förståelsen för god konst” och medlen var främst vandringsutställningar, publikationer, kurser och föreläsningar. Bland medlemmarna fanns Nationalmuseum och Sveriges allmänna konstförening. Förbundet leddes från 1930 till 1948 av Sixten Strömbom som kom från Nationalmuseums avdelning för depositioner. Verksamheten bekostades av medlemsavgifter och lotterimedel/statsbidrag, där det senare kom att bli dominerande.
Verksamheten växte långsamt på 1930-talet men tog fart efter Andra världskriget. Man ägde (nästan) inga egna verk utan lånade från museer och andra institutioner. Personalen bestod av konstpedagoger, kanslipersonal och packmästare. Vandringsutställningarna placerades i museer, konsthallar, skolor, folkets hus, varuhus och andra lokaler. Tyngdpunkt var aktuell svensk och nordisk konst, men även konst från övriga Europa, USA, Argentina och Japan visades. Utställningskatalogerna kunde vara mycket utförliga.
| År     | Större utställningar | Besökta orter | Antal besökare | Visningar | Medlems- organisationer | Intäkter     | Personal |
| ------ | -------------------- | ------------- | -------------- | --------- | ----------------------- | ------------ | -------- |
| 1931   | 8                    | 14            | >15 000        | 174       | 26                      | 16 583 kr    | 3,5      |
| 1946   | 9                    | 62            | 72 211         | 601       | 76                      | 54 535 kr    | 3,5      |
| 1951   | 23                   | 173           | 148 533        | 1 699     | 148                     | 153 113 kr   | 9,75     |
| 1955   | 28                   | 208           | 163 388        | 1 608     | 172                     | 206 078 kr   | 9,75     |
| (1963) |                      | (183)         | (170 000)      |           |                         | (318 000 kr) |          |

## Riksutställningar
1965 års musei- och utställningssakkunniga (MUS 65) började hösten 1965 att bedriva försöksverksamhet med vandringsutställningar. 1967 slöt man avtal med Riksförbundet för bildande konst och Föreningen Konst i skolan om samgående i den gemensamma organisationen Riksutställningar. Avtalet innebar att föreningarna skulle bibehålla sina identiteter med möjlighet att återta ställningen som självständiga organisationer. Riksförbundets personal och utställningar överfördes till Riksutställningar. Man blev även representerad i Riksutställningars styrelse.